# شريان تحت الترقوة أيسر
شريان تحت الترقوة أيسر ‏ هو شريان يتفرعُ من قوس الأبهر.